# مفصل رشته‌ای
مفصل‌هایی که در این دسته قرار می‌گیرند مفصلهایی هستند که ماده متصل‌کننده دو استخوان بافت همبند رشته‌ای (لیفی) است و به این خاطر به آن‌ها مفصل رشته‌ای (Fibrous) یا مفصل لیفی گفته می‌شود. این مفصلها عملاً بدون حرکت یا خیلی کم حرکت بوده و از این رو به آن‌ها مفاصل غیرمتحرک یا ثابت می‌گویند. مفصلهای رشته‌ای به مرور زمان استخوانی شده و در نتیجه دو استخوان مجاور کاملاً با هم یکی می‌شوند و در این صورت به آن پیوسته‌استخوانی (سینوستوز synostosis) می‌گویند.

## انواع
- درزها (Sutures) بین استخوان‌های جمجمه وجود دارند. در جنینی فضاها بزرگ بوده و امکان حرکت (هنگام زایمان) و جا باز کردن (به دلیل رشد مغز در دوران نوزادی) را می‌دهد و بعدها به صورت خطی نازک باقی می‌مانند. با بالارفتن سن بافت لیفی باقی‌مانده هم تحلیل رفته استخوانی می‌شود که این فرایند کرانیوسینوستوز (craniosynostosis) نام دارد.
- نوع بندی یا سیندسموز (Syndesmosis) بین استخوان‌های بلند بدن وجود دارند. مثل انتهای تحتانی زند زیرین و زبرین توسط چنین مفصلی متصل است و مقدار کمی حرکت را میسر می‌سازد.
- نوع چفتی یا گمفوز (Gomphosis) مفاصل میان ریشه دندانها و جایگاه‌هایشان (sockets) روی استخوان‌های آرواره‌ها هستند.